# Vampire Weekend

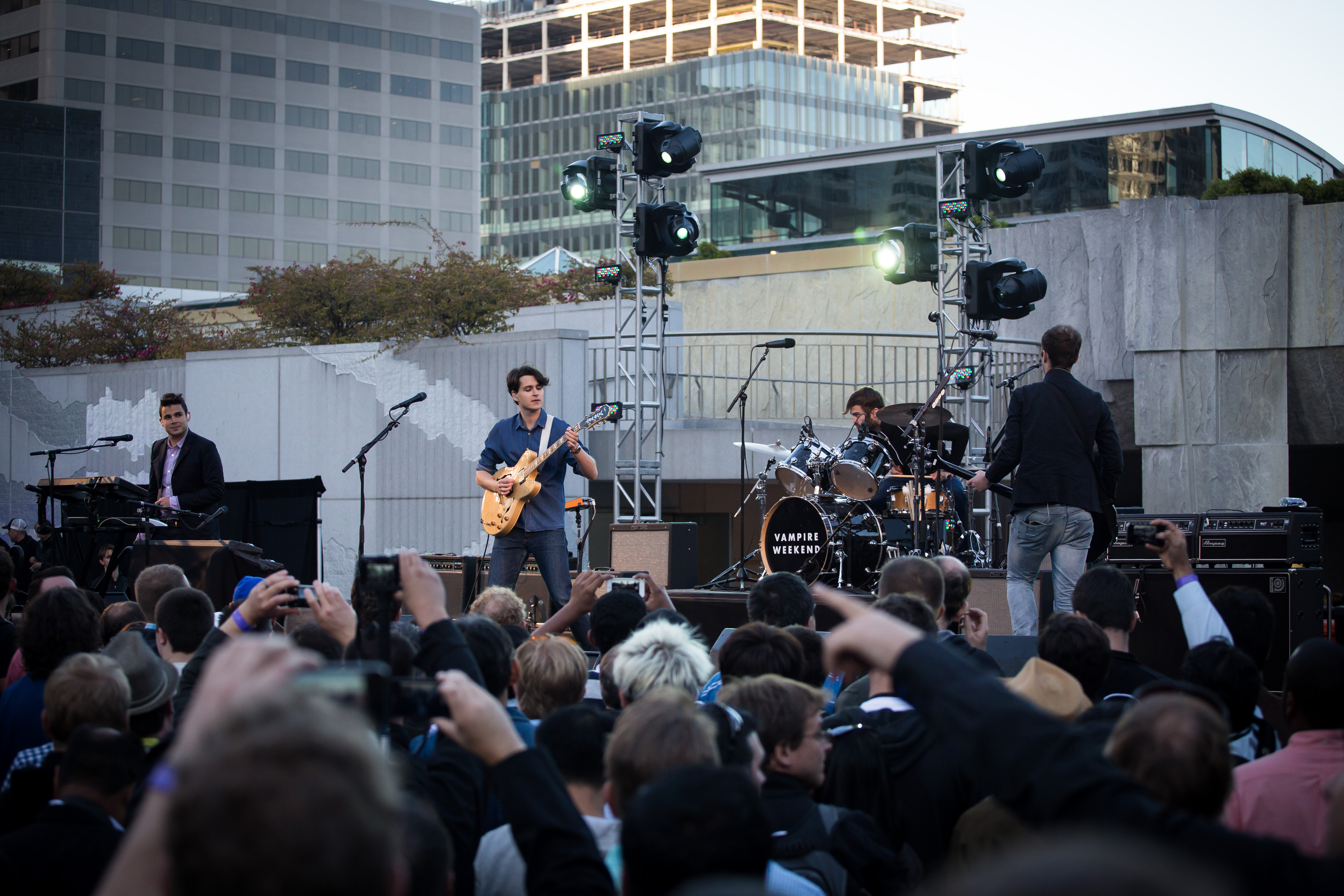
Vampire Weekend 2013

I Vampire Weekend sono un gruppo musicale indie rock statunitense, formatosi a New York nel 2006.
La formazione originaria della band comprendeva il cantante e chitarrista Ezra Koenig, il polistrumentista Rostam Batmanglij, il batterista Chris Tomson e il bassista Chris Baio. Batmanglij ha poi lasciato il gruppo all'inizio del 2016.
Il nome della band deriva dal titolo di un cortometraggio che Koenig aveva progettato di girare, prima di rinunciare all'idea.

## Storia
Il primo incontro tra i membri della band avvenne a New York,  città dove frequentavano la Columbia University. Il loro primo demo fu auto-prodotto dopo la laurea mentre i componenti erano ancora impegnati coi rispettivi lavori a tempo pieno. Il cantante Ezra Koenig e il batterista Chris Tomson inizialmente collaborarono come membri del gruppo comedy rap L'Homme Run.
Nel 2007 il loro singolo Cape Cod Kwassa Kwassa raggiunge la 67ª posizione nella classifica delle migliori 100 canzoni dell'anno per la rivista Rolling Stone. Nel novembre 2007 vanno in tour nel Regno Unito con i The Shins. Nel marzo 2008 sono dichiarati “miglior nuova band dell'anno” dalla rivista Spin e sono l'unica band ad apparire nella copertina del magazine ancor prima di pubblicare il proprio album di debutto. 
L'album di debutto Vampire Weekend è pubblicato il 29 gennaio del 2008. 
Il disco diventa un successo in Gran Bretagna e negli Stati Uniti e da esso vengono estratti quattro singoli. Durante l'estate il gruppo suona al Central Park SummerStage a Manhattan. Il 12 ottobre 2008 i Vampire Weekend suonano al concerto Music For Democracy a New York per una raccolta fondi condividendo il palco con David Crosby e Graham Nash. Nel gennaio 2009 il loro album omonimo si piazza al decimo posto della classifica di Rolling Stone di miglior album dell'anno.
Il 10 gennaio 2010 viene pubblicato il secondo album, Contra, anticipato dal singolo Horchata (pubblicato in download gratuito). Questo è il primo album ad essere pubblicato da un'etichetta indipendente dopo 19 anni  a raggiungere la vetta della classifica americana della prestigiosa rivista Billboard. 
Il giorno prima della pubblicazione del disco la band tiene un concerto acustico chiamato MTV Unplugged. Il mese seguente viene pubblicato il singolo Giving Up the Gun, il cui video include i cameo di Joe Jonas, Lil Jon, RZA e Jake Gyllenhaal.
Nel giugno 2010 viene pubblicato il terzo singolo estratto da Contra: si tratta di Holiday.
Nell'estate 2010 la band si esibisce in numerosi festival in giro per il mondo, tra cui Glastonbury Festival e Latitude Festival.
Sempre nel 2010 il gruppo affronta un tour in Nord America insieme a Beach House e Dum Dum Girls.
Nel frattempo l'album Contra riceve una nomination ai Grammy quale "Best Alternative Music Album" (vinto dai The Black Keys per Brothers).
Il 14 maggio 2013 viene pubblicato il terzo album, Modern Vampires of the City. Il 18 marzo precedente i Vampire Weekend avevano già pubblicato due singoli, Diane Young e Step. Registrato principalmente tra New York e Los Angeles con i produttori Batmanglij e Ariel Rechtshaid, al suo debutto nei circuiti di vendita, l'album ha raggiunto la vetta della classifica Billboard 200 con vendite nella prima settimana per 134 000 copie, diventando il loro secondo album consecutivo numero uno, ed è stato molto acclamato dalla critica. In data 11 maggio 2013, ospiti al Saturday Night Live si sono esibiti con Diane Young e Ubelievers.La rivista Rolling Stone ha collocato l'album Modern Vampires of the City al primo posto della classifica "50 Best Albums of 2013". Il disco ha anche ricevuto una nomination ai Grammy nella categoria "Best Alternative Music Album".
Il 26 gennaio 2016, attraverso Twitter, Rostam Batmanglij ha annunciato la propria separazione dal gruppo; tuttavia, come ha confermato lo stesso musicista, non avrebbe comunque smesso di collaborare con i Vampire Weekend.
Il 3 maggio 2019 esce il quarto album della band, intitolato Father of the Bride. Il disco, che vede la collaborazione di Rostam Batmanglij, debutta al numero uno della Billboard 200. Alla 62ª edizione dei Grammy Awards, la band ha ricevuto tre nomination e vinto per il miglior album di musica alternativa (la loro seconda vittoria nella categoria).
L'8 febbraio 2024, la band ha annunciato ufficialmente il quinto album in studio, Only God Was Above Us, in uscita il 5 aprile successivo. Il disco viene preceduto dall'uscita di due nuovi singoli, dal titolo Gen-X Cops e Capricorn.

## Formazione

### Formazione attuale
- Ezra Koenig - voce, chitarra
- Chris Tomson - batteria, percussioni
- Chris Baio - basso

### Ex componenti
- Rostam Batmanglij - tastiera, chitarra, voce

## Discografia

### Album in studio
- 2008 - Vampire Weekend
- 2010 - Contra
- 2013 - Modern Vampires of the City
- 2019 - Father of the Bride
- 2024 - Only God Was Above Us

### EP
- 2007 – Vampire Weekend EP
- 2008 – The Kids don't Stand A Chance EP

### Singoli
- 2007 – Mansard Roof
- 2008 – A-Punk (UK numero 55)
- 2008 – Oxford Comma (UK numero 38)
- 2008 – Cape Cod Kwassa Kwassa (UK numero 178)
- 2010 – Cousins
- 2010 – Giving Up The Gun
- 2010 – Holiday
- 2013 – Diane Young/Step[6]
- 2013 – Ya Hey
- 2013 – Unbelievers
- 2019 – Harmony Hall
- 2019 – Sunflower (feat. Steve Lacy)
- 2019 – This Life
- 2024 - Capricorn
- 2024 - Gen-X Cops

### Colonne sonore
- 2010 - The Twilight Saga: Eclipse